# Urban Runner
Urban Runner (subtitulado originalmente Lost in Town) es un juego de computadora francés desarrollado por Coktel Vision y distribuido por Sierra On-line.
El juego es una película interactiva dividida en cuatro CD-ROM. La trama sigue a un periodista americano en París quien ha sido incriminado por un asesinato durante el transcurso de una investigación.
Urban Runner no fue muy popular en el momento de su lanzamiento debido a los altos requisitos gráficos y de resolución de monitor. Los requisitos mínimos eran una resolución de 640x480 y 256 colores. Para la mejor calidad se necesitaba una resolución de 640x480 con colores de 32-bit. Se han publicado pocas reseñas del juego.
El papel principal es interpretado por Brandon Massey, quien también protagonizó el título de Sierra Police Quest IV: Open Season (1993), haciendo de esta su segunda y última aparición en un juego de Sierra.

## Trama
Max Gardner (Brandon Massey) es un periodista americano que se encuentra en París, donde investiga una historia acerca de un poderoso narcotraficante que está respaldado con influencia política. Para hacer que el narcotraficante hable, Max le ofrece fotografías incriminatorias a cambio de información. Cuando Max llega al punto de encuentro, el narcotraficante aparece muerto y Max es confundido con su asesino.
Mientras evade a las autoridades, Max continúa su investigación y encuentra una aliada llamada Adda - la amante del narcotraficante asesinado - y los dos se ponen de acuerdo en descubrir la conspiración detrás de los asesinatos.

## Jugabilidad
El juego en sí es una película interactiva controlada con el ratón. Al igual que en muchos juegos de este tipo, el jugador progresará recolectando ítems, hablando con los personajes y resolviendo puzles. El jugador también acumulará pistas - pedazos de información esenciales para resolver el misterio - que se encuentran separadas del inventario y no pueden ser entregadas ni perdidas.
En caso de que el jugador tenga problemas para progresar, comenzarán el juego con tres comodines para usar, que funcionan como un sistema de pistas.
El punto de vista del jugador alternará entre Max y Adda en ciertos puntos en el juego, y a veces le dará al jugador la opción de qué personaje controlar. Sin embargo, ambos personajes deberán tener los puzles resueltos en sus respectivas áreas para progresar.
La jugabilidad puede dividirse en secciones de pistas y de acción. Las secciones de pistas están compuestas por puzles sin un tiempo límite; los jugadores deberán explorar un entorno, hablar con los personajes o interactuar con objetos para progresar. Las secciones de acción le darán al jugador una cantidad limitada de tiempo para tomar una decisión - tomar la decisión incorrecta generalmente resulta en la muerte del personaje.

## Compatibilidad
Urban Runner fue desarrollado para correr en DOS y Windows 3.1, volviéndolo incompatible con computadoras de Windows moderno. El juego será completamente compatible utilizando el software de recreación de motor de juego ScummVM, como parte de su soporte para el motor Gob (el cual es empleado para juegos desarrollados por Coktel Vision).

## Desarrollo
Según el periódico francés Les Échos, Urban Runner fue creado por un equipo de 50 personas. Para diciembre de 1995, había estado en desarrollo por un año y medio, y su presupuesto había subido hasta 15 millones de francos (el equivalente a casi 3,6 millones de euros en 2023). Se tomaron tres meses para filmar las escenas con personas reales del juego. Les Échos reportó que el presupuesto de Urban Runner había escalado tanto que necesitaría vender 500.000 unidades para empatar con los gastos.